# Bulwary Rawy (osiedle)
Bulwary Rawy – osiedle mieszkaniowe w Katowicach, położone na terenie dzielnicy Zawodzie, nad Rawą. Inwestorem osiedla jest Katowickie Towarzystwo Budownictwa Społecznego, które realizowało budowę osiedla w pięciu etapach w latach 1999–2020.

## Historia

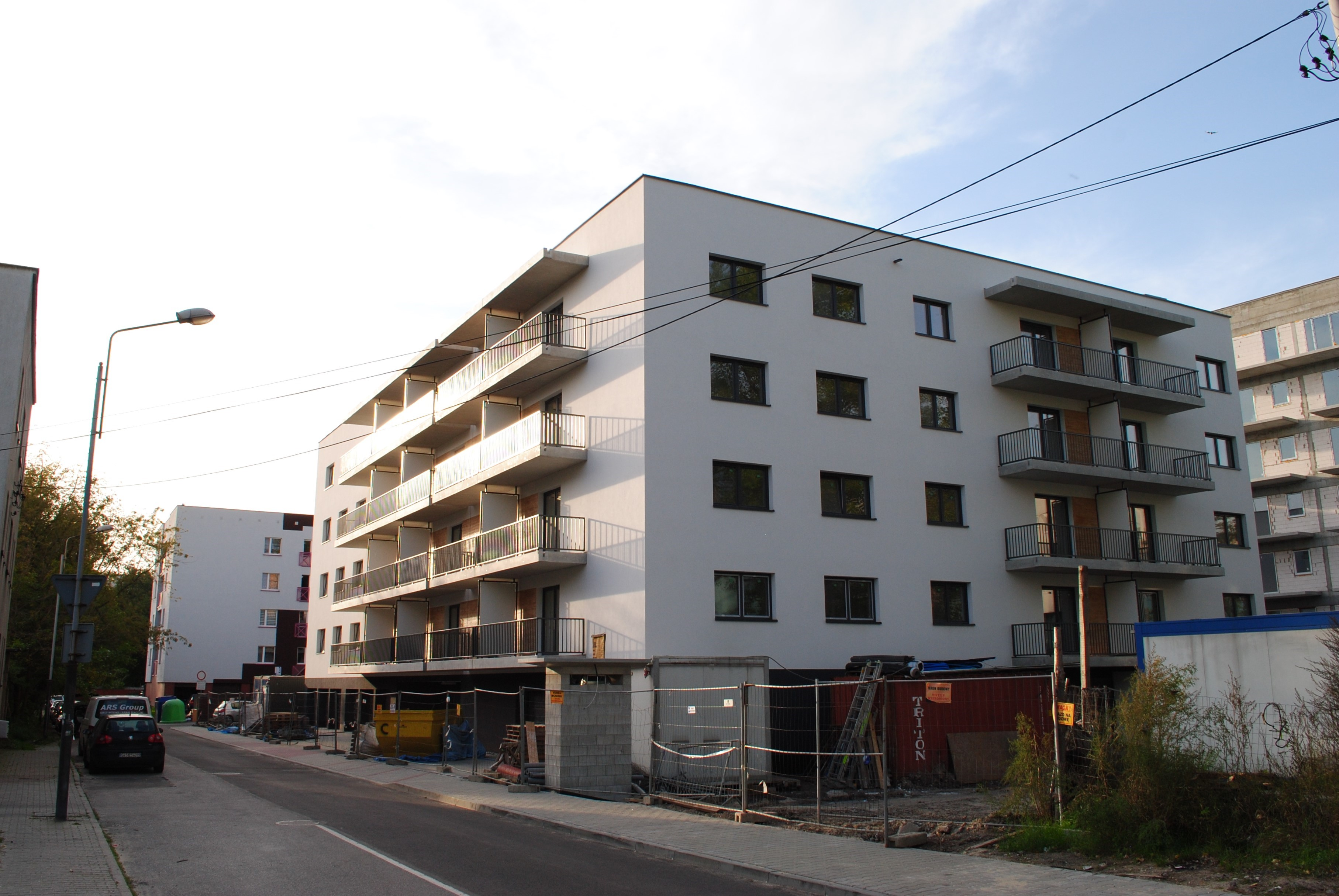
Budynek przy ul. Szerokiej 17, 19 w trakcie realizacji w II połowie 2020 roku

Osiedle zostało wzniesione na terenie dawnej kolonii robotniczej huty „Ferrum” wyburzonej w latach 90. XX wieku, zaś początki samego osiedla Bulwary Rawy sięgają 1999 roku, kiedy to rozpoczęto realizację pierwszego etapu osiedla. Zapoczątkowano wówczas budowę sześciu budynków mieszkalnych przy ulicy Saint Etienne 2-7a, a wraz z tym dwukondygnacyjnego i wolnostojącego parkingu samochodowego dla 145 pojazdów, przyłączy wodno-kanalizacyjnych, cieplnych i elektrycznych, a także zrealizowano prace nad zagospodarowaniem terenu. Prace te ukończono w 2001 roku. W budynkach tych zamieszkały młode rodziny oraz te, które musiały się wyprowadzić w związku z budową Drogowej Trasy Średnicowej. W trakcie II etapu budowy Bulwarów Rawy zapoczątkowanego w 2002 roku powstał charakterystyczny budynek w kształcie podkowy. Na wewnętrznym dziedzińcu, otwartym na południe, powstał plac zabaw i ogródki dla mieszkańców parteru. Obiekt ten ukończono w 2003 roku. Sam zaś projekt budynku, którego główny, autorem był Jan Pallado, powstał w latach 2001–2002.
W latach 2005–2007 przy ulicy K. Marcinkowskiego 2, 4, i 6 zrealizowano III etap osiedla. Powstały wówczas trzy budynki ze 198 mieszkaniami, a wraz z jego realizacją wykonano wszelkie roboty towarzyszące. Dodatkowo w każdym obiekcie przystosowano po jednym mieszkaniu dla osób niepełnosprawnych z dysfunkcją ruchu. W ramach pierwszego zadania IV etapu osiedla zaadaptowano budynek biurowy położony przy ulicy 1 Maja 95-97. W latach 2006–2007 przebudowano go na obiekt mieszkalny wielorodzinny. Budynek ten dodatkowo nadbudowano i przystosowano do osób niepełnoprawnych. Łącznie w nim zaadaptowano 29 mieszkań. W drugim zadaniu IV etapu, realizowanego w latach 2009–2011, oddano do użytku 177 mieszkań w jednym nowym budynku. Powstał wówczas kwartał miejski, uzupełniając istniejącą wcześniej zabudowę, a w wewnętrznym dziedzińcu powstał duży plac zabaw dla dzieci. Ostatnim zrealizowanym etapem osiedla Bulwary Rawy jest dwuklatkowy budynek przy ulicy Szerokiej, zrealizowany w latach 2019–2020. Został on zaprojektowany na podstawie koncepcji Jana Pallado.

## Charakterystyka

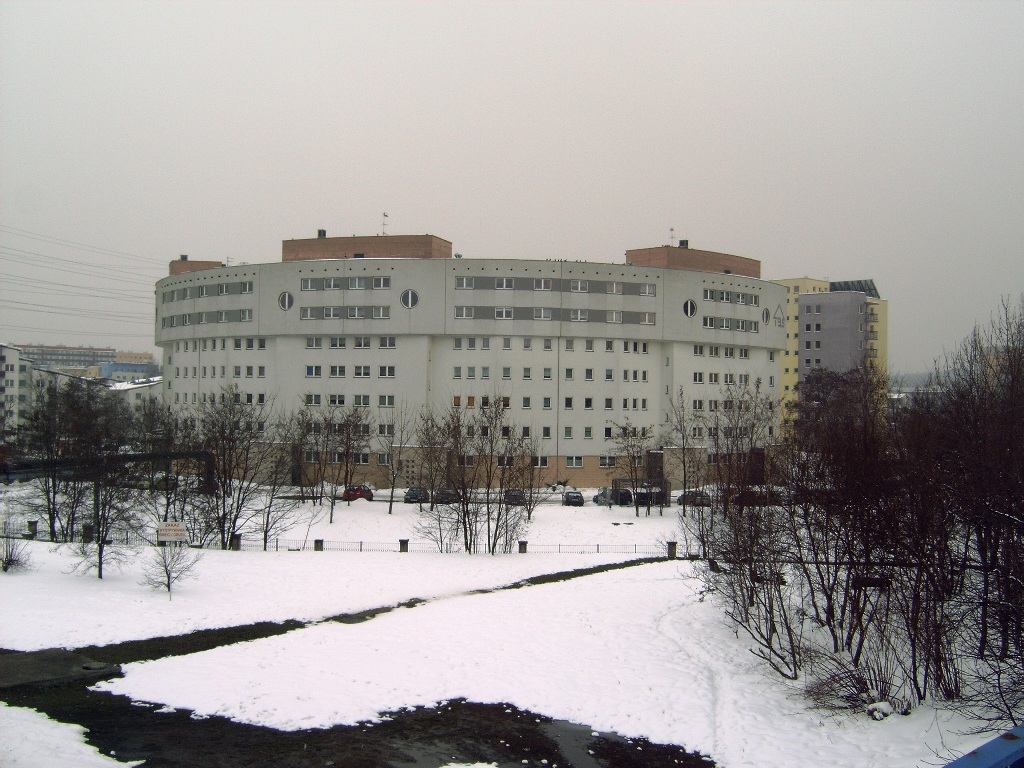
Budynek powstały w II etapie osiedla – ul. Saint Etienne 9-15a

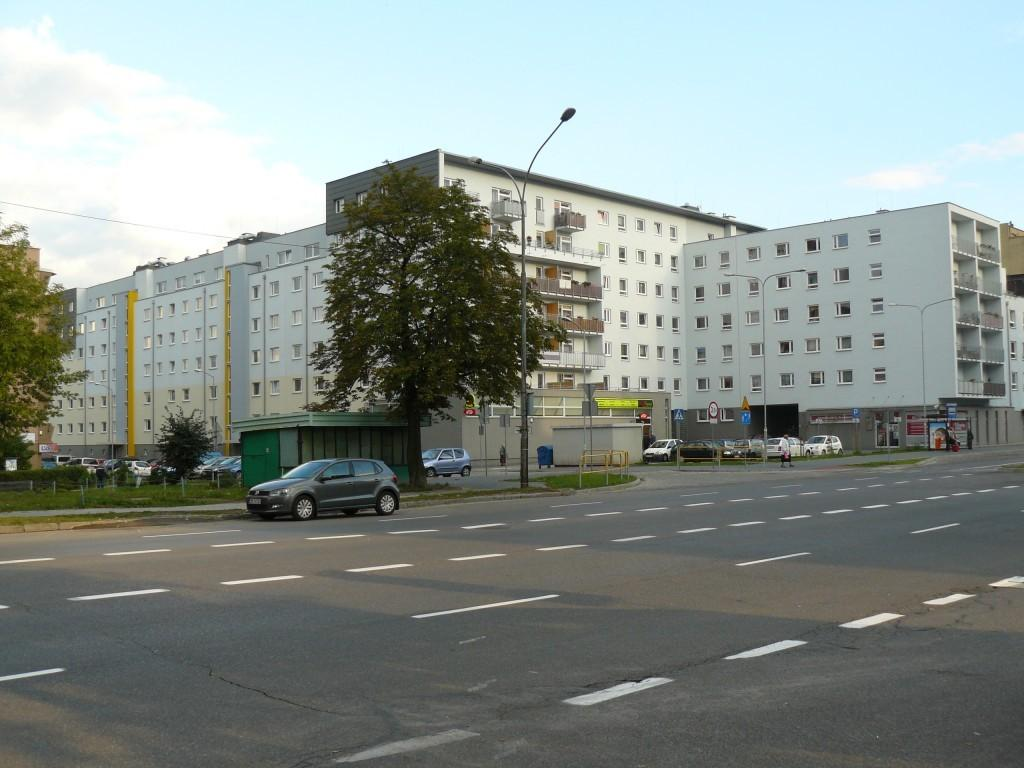
Budynki przy ulicy Bohaterów Monte Cassino 2, powstałe IV etapie rozbudowy osiedla

Osiedle Bulwary Rawy położone jest w Katowicach-Zawodziu, w rejonie ulic: K. Marcinkowskiego, Braci Stawowych, Bohaterów Monte Cassino, 1 Maja i Saint Etienne. Nazwa osiedla pochodzi od realizowanych w latach 80. XX wieku ciągów pieszych wzdłuż Rawy. Inwestorem osiedla jest Katowickie Towarzystwo Budownictwa Społecznego. Osiedle to powstało w kilku etapach, na który składają się następujące części:
- Etap I – ul. Saint Etienne 2-7a – 6 budynków 4- i 6-kondygnacyjnych z 205 mieszkaniami; łączna powierzchnia użytkowa wynosi 10 146,70 m²; etap ten otrzymał wyróżnienie w konkursie Architektura Roku 2001[2];
- Etap II – ul. Saint Etienne 9-15a[11] – budynek na planie podkowy[4] o powierzchni użytkowej 8104,51 m²[11], w którym znajdują się 154 mieszkania w czterech 7-kondygnacyjnych segmentach[12]; głównym architektem budynku był Jan Pallado[3]; obiekt ten zdobył pierwsze miejsce w konkursie Polskiego Związku Inżynierów i Techników Budownictwa Budowa Roku 2003[12];
- Etap III – ul. K. Marcinkowskiego 2, 4, 6[5] – składa się z trzech budynków mieszkalnych posiadające 5-7 kondygnacji o łącznej liczbie 198 mieszkań i powierzchni użytkowej 286,78 m²[5]; w tym kompleksie zastosowano rozróżnienie brył budynków poprzez zastosowanie czterech kolorów tynku, uzyskując efekt przenikania białego korpusu przez kolorowe prostopadłościany[13];
- Etap IV – ul. 1 Maja 95-97 i ul. Bohaterów Monte Cassino 2 – w ramach zadania nr 1 zaadaptowano dawny budynek biurowy na mieszkalny; budynek ten posiada 29 mieszkań 1, 2 i 3-pokojowych o łącznej powierzchni użytkowej 1442,89 m²[6]; w ramach zadania nr 2 powstał nowy budynek wielorodzinny o kształcie zamkniętego wieloboku, posiadający 177 mieszkań o łącznej powierzchni użytkowej wynoszącej 8876,74 m²[7];
- Etap V – ul. Szeroka 17,19 – dwuklatkowy budynek mieszkalny 6-kondygnacyjny z 43 mieszkaniami 1-3 pokojowymi o łącznej powierzchni użytkowej 2081,09 m²[8].

W rejonie osiedla położone jest Miejskie Przedszkole nr 19 oraz Szkoła Podstawowa nr 31 im. Henryka Sienkiewicza. Obie placówki wchodzą w skład Zespołu Szkolno-Przedszkolnego nr 6 w Katowicach (ul. K. Marcinkowskiego 17). Od strony ulicy 1 Maja dodatkowo znajduje się Ośrodek Sportowy Słowian. 
Przy osiedlu zatrzymują się autobusy i tramwaje publicznego transportu zbiorowego, realizowanego na zlecenie ZTM-u. Przy ulicy 1 Maja położony jest przystanek Zawodzie Ośrodek Sportowy, zaś przy ulicy Bohaterów Monte Cassino przystanek Zawodzie Bohaterów Monte Cassino. Zapewniają one połączenie z pozostałymi dzielnicami Katowic i niektórymi ościennymi miastami.
Wierni rzymskokatoliccy z Bulwarów Rawy przynależą do parafii Opatrzności Bożej.